# سانيفال (كاليفورنيا)
'سانيفال (تلفظ /ˈsʌniveɪl/ أو (تُلفظ بالإنجليزية: ‎/ˈsʌnivəl/‏)) مدينة في مقاطعة سانتا كلارا، كاليفورنيا، الولايات المتحدة. أنها واحدة من المدن الرئيسية التي تتألف منها منطقة وادي السليكون. في تعداد عام 2000، كان سكان المدينة 131,760. تقدر «وزارة المالية في ولاية كاليفورنيا» سكان المدينة عام 2010 ب140,450.

## المناخ
يظهر الجدول التالي التغييرات المناخية على مدار السنة لسانيفال:
| البيانات المناخية لـسانيفال       | البيانات المناخية لـسانيفال | البيانات المناخية لـسانيفال | البيانات المناخية لـسانيفال | البيانات المناخية لـسانيفال | البيانات المناخية لـسانيفال | البيانات المناخية لـسانيفال | البيانات المناخية لـسانيفال | البيانات المناخية لـسانيفال | البيانات المناخية لـسانيفال | البيانات المناخية لـسانيفال | البيانات المناخية لـسانيفال | البيانات المناخية لـسانيفال | البيانات المناخية لـسانيفال |
| الشهر                             | يناير                       | فبراير                      | مارس                        | أبريل                       | مايو                        | يونيو                       | يوليو                       | أغسطس                       | سبتمبر                      | أكتوبر                      | نوفمبر                      | ديسمبر                      | المعدل السنوي               |
| --------------------------------- | --------------------------- | --------------------------- | --------------------------- | --------------------------- | --------------------------- | --------------------------- | --------------------------- | --------------------------- | --------------------------- | --------------------------- | --------------------------- | --------------------------- | --------------------------- |
| الدرجة القصوى °ف (°م)             | 75 (24)                     | 84 (29)                     | 85 (29)                     | 94 (34)                     | 100 (38)                    | 107 (42)                    | 105 (41)                    | 101 (38)                    | 105 (41)                    | 100 (38)                    | 89 (32)                     | 75 (24)                     | 107 (42)                    |
| متوسط درجة الحرارة الكبرى °ف (°م) | 59 (15)                     | 62.2 (16.8)                 | 65.6 (18.7)                 | 70 (21)                     | 74.3 (23.5)                 | 78.8 (26.0)                 | 80.7 (27.1)                 | 80.8 (27.1)                 | 80.1 (26.7)                 | 74.3 (23.5)                 | 64.7 (18.2)                 | 58.6 (14.8)                 | 70.8 (21.5)                 |
| متوسط درجة الحرارة الصغرى °ف (°م) | 41.1 (5.1)                  | 43.5 (6.4)                  | 45.4 (7.4)                  | 47.1 (8.4)                  | 50.7 (10.4)                 | 54.1 (12.3)                 | 56.5 (13.6)                 | 56.4 (13.6)                 | 55 (13)                     | 50.8 (10.4)                 | 44.8 (7.1)                  | 41 (5)                      | 48.9 (9.4)                  |
| أدنى درجة حرارة °ف (°م)           | 21 (−6)                     | 24 (−4)                     | 22 (−6)                     | 31 (−1)                     | 33 (1)                      | 40 (4)                      | 41 (5)                      | 44 (7)                      | 41 (5)                      | 34 (1)                      | 15 (−9)                     | 20 (−7)                     | 15 (−9)                     |
| الهطول إنش (مم)                   | 3.30 (84)                   | 3.56 (90)                   | 2.57 (65)                   | 1.15 (29)                   | 0.52 (13)                   | 0.12 (3.0)                  | 0.02 (0.51)                 | 0.04 (1.0)                  | 0.21 (5.3)                  | 0.90 (23)                   | 2.03 (52)                   | 3.10 (79)                   | 17.52 (444.81)              |
| المصدر: Northwest Climate Toolbox |                             |                             |                             |                             |                             |                             |                             |                             |                             |                             |                             |                             |                             |

## أعلام
- روبرت هوكينز
- آرثر دايفس
- بروس ويلهلم
- آنا كراوس
- إيفان مارشال